# Ernest Dubois
Pour les articles homonymes, voir Henri Dubois et Dubois.
Ne doit pas être confondu avec Henri Alfred Auguste Dubois ou Paul Dubois (sculpteur français).
Ernest Dubois, né le 16 mars 1863 à Dieppe, et mort le 30 décembre 1930 à Paris, est un sculpteur et médailleur français.

## Biographie
Ernest Henri Dubois est admis à l'École des beaux-arts de Paris dans les ateliers d'Henri Chapu et d'Alexandre Falguière. Il est aussi élève d'Antonin Mercié et de Jules Chaplain.
Sociétaire du Salon des artistes français, il y obtient une médaille de 1re classe et une bourse de voyage en 1894 et y expose, alors en hors-concours, en 1929, un buste en marbre, M. Genin et une statue en pierre, Jésus ouvrier.
Médaille d'honneur à l'Exposition universelle de Paris de 1889, il remporte une médaille d'or à l'Exposition universelle de 1900 et est nommé chevalier de la Légion d'honneur la même année, puis promu officier en 1911.
Il meurt le 30 décembre 1930 en son domicile, au no 15, rue Mansart dans le 9e arrondissement de Paris, et, est inhumé au cimetière de Montmartre (1re division).

## Distinctions
- Commandeur de l'ordre de la Couronne (Roumanie) (1903)
- Officier de la Légion d'honneur (décret du 20 octobre 1911). Il est fait officier par Antonin Mercié le 14 janvier 1912.

## Œuvres dans les collections publiques
En France
- Arras : Le Pardon[6].
- Bordeaux, musée des beaux-arts : Buste de Mathurin Guignard, bronze[7].
- Chambéry :
  - château des ducs de Savoie : Monument à Joseph et Xavier de Maistre, 1899, bronze[8].
  - musée des beaux-arts :
    - Albert Costa de Beauregard, 1897, buste en marbre[9].
    - Maquette du Monument des frères de Maistre, 1896, plâtre[10].

  - place Monge : Monument aux Savoyards morts pour la patrie, 1912, bronze.
- Dieppe : Monument aux morts de 14-18, 1925[11], Georges Feray architecte.
- La Rochelle :
  - place de l'Hôtel-de-ville : Monument à Jean Guiton, 1911, bronze[12].
  - place des Petits-Bancs : Monument à Eugène Fromentin, 1905, bronze[13],[14].
- Meaux , cathédrale Saint-Étienne : Statue de Bossuet entouré des quatre personnages dont il avait fait les oraisons funèbres, médaille d'honneur de l'Exposition universelle de 1900[15]
- Nogent-le-Rotrou :
  - château Saint-Jean : Buste de Paul Deschanel, 1925 ;
  - place Saint-Pol : Monument à Paul Deschanel, 1926.
- Paris :
  - école des mines de Paris : Portrait de M. Haton de la Goupillière, membre de l'Institut, buste en marbre exposé au Salon de 1902[16]
  - hôtel des Invalides, jardin de l'Intendant : Statue de Jules Hardouin-Mansart, bronze[17].
  - musée d'Orsay : Médaillon en bronze.
  - Palais du Louvre :
    - Le Pardon.
    - Mansart.

  - Panthéon : Le Vengeur, groupe commémorant la bataille du 13 prairial an II, marbre, 1908.
- Remiremont :
  - Monument à Jules Méline, 1928, envoyé à la fonte en 1942 sous le régime de Vichy[18].
  - musée Charles-de-Bruyères : Maquette du Monument à Jules Méline.
- Rouen :
  - Le Pardon.
  - Buste de Le Nepveu.
- Toulouse : Laurent Marqueste.

En Algérie
- Skikda (ancienne Philippeville) :
  - Le Pardon, 1895, marbre. Installée à Philippeville en 1938 pour le centenaire de la colonisation[19].

En Roumanie
- Bucarest : 
  - Monument à Ion Brătianu.
  - Monument à George C. Cantacuzène.
  - Monument à George D. Pallade.
  - Monument à Eugene Carada.
  - Monument à Take Ionescu .
  - Buste de Ion Brătianu, dont certains exemplaires ont été détruits durant la période socialiste.

## Galerie

Œuvres d'Ernest Dubois
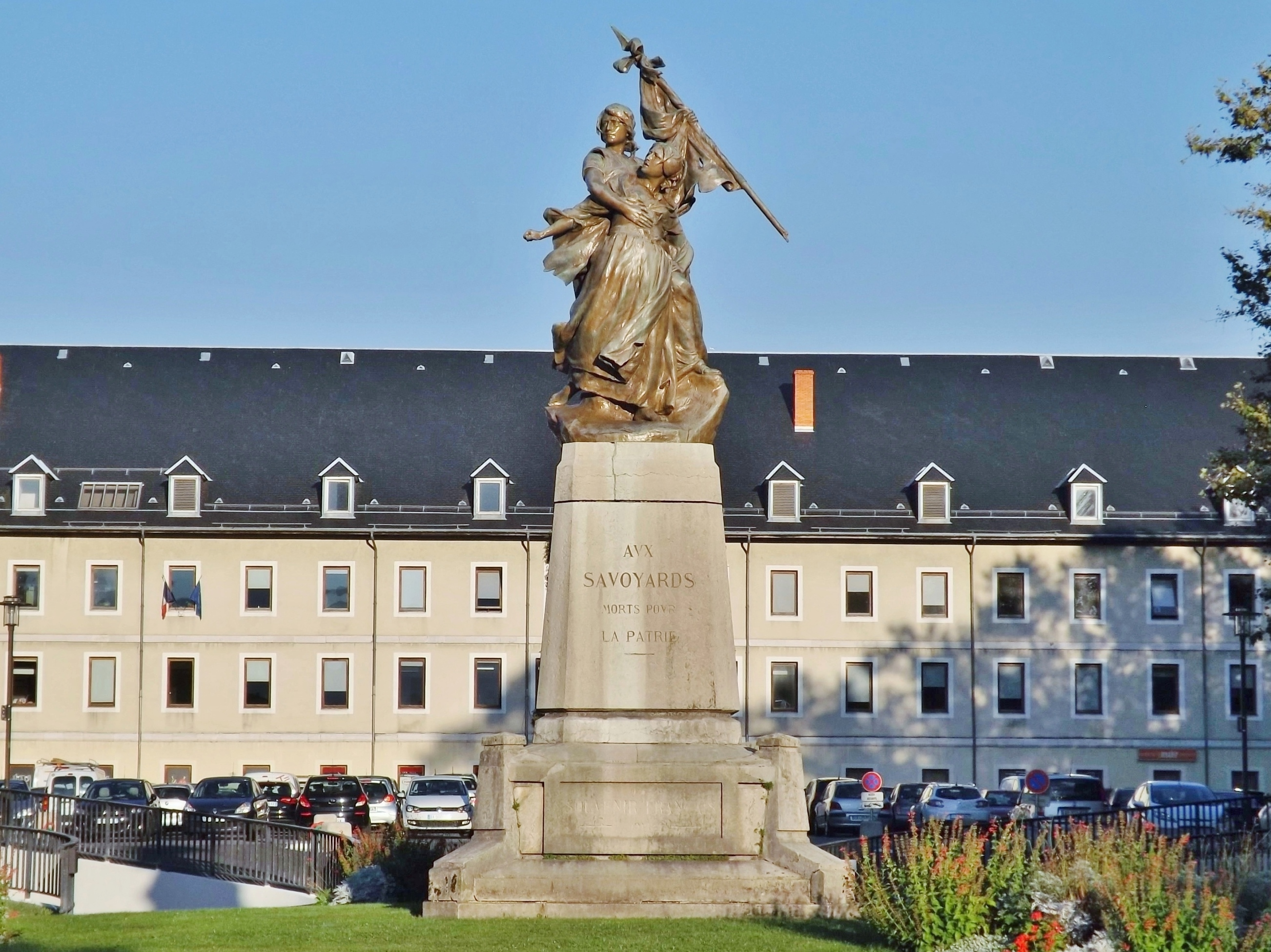
Monument aux Savoyards morts pour la patrie (1912), Chambéry.
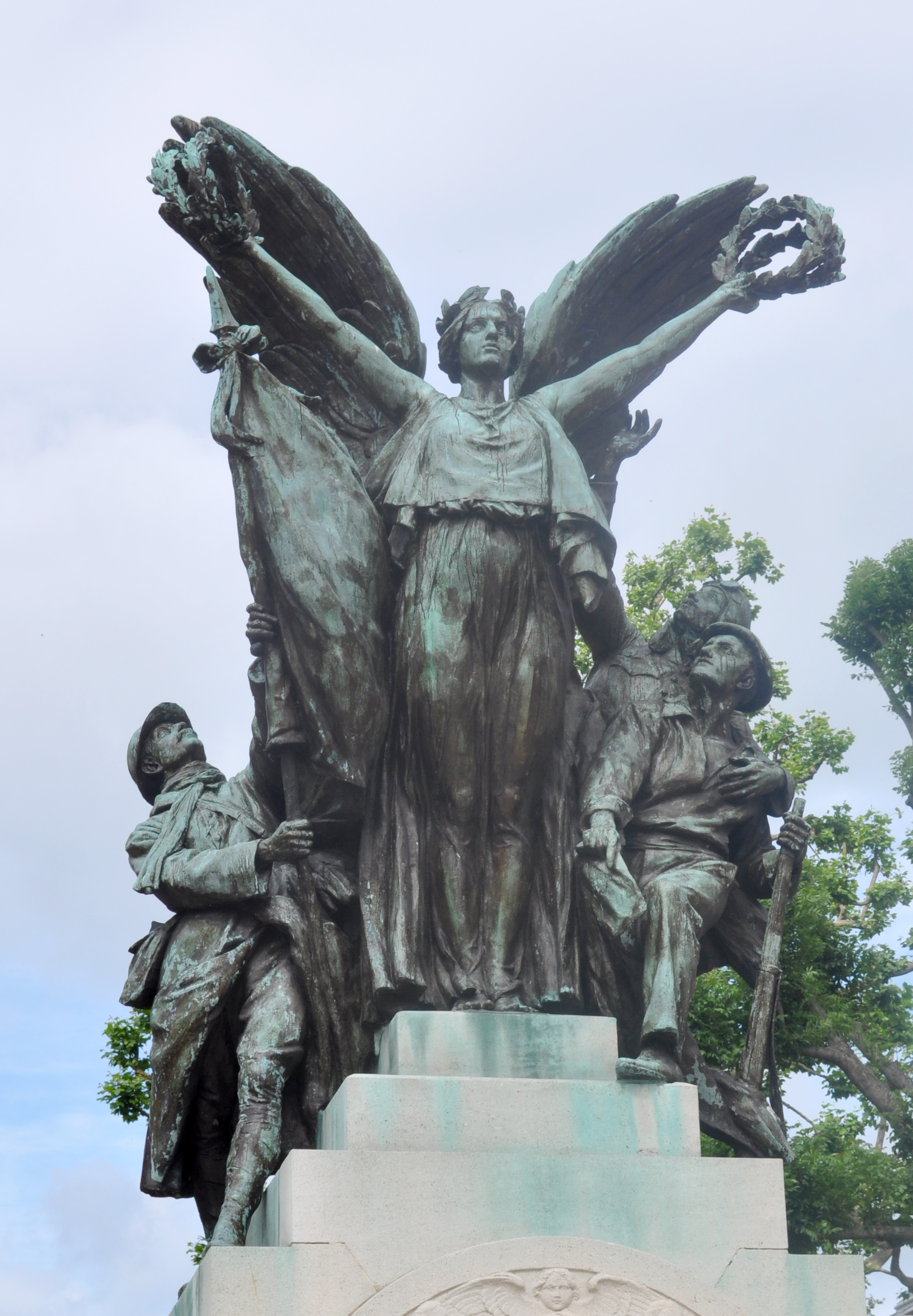
Monument aux Morts de Dieppe, Dieppe, square Carnot.
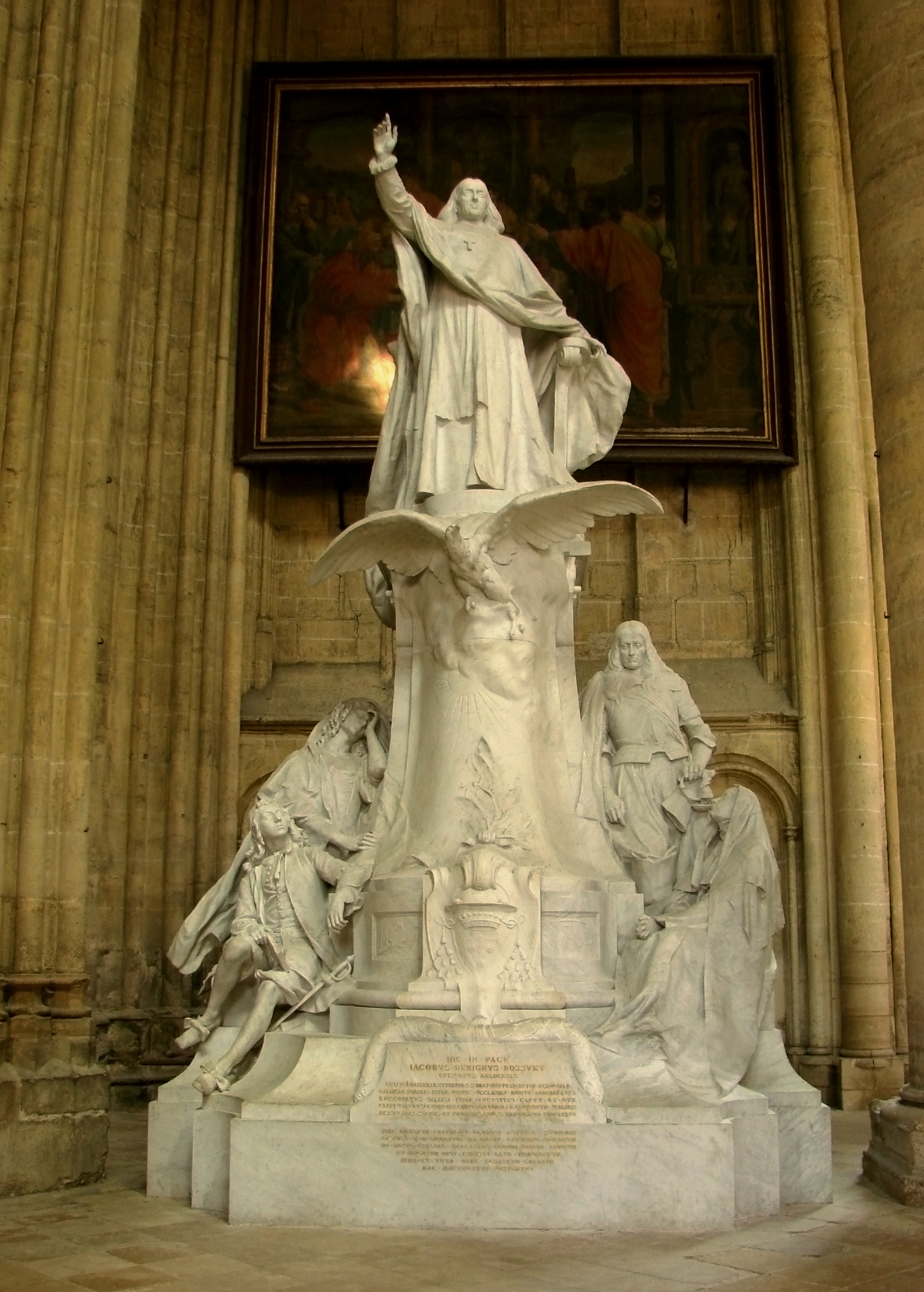
Monument à Jacques-Bénigne Bossuet (1911), cathédrale Saint-Étienne de Meaux.
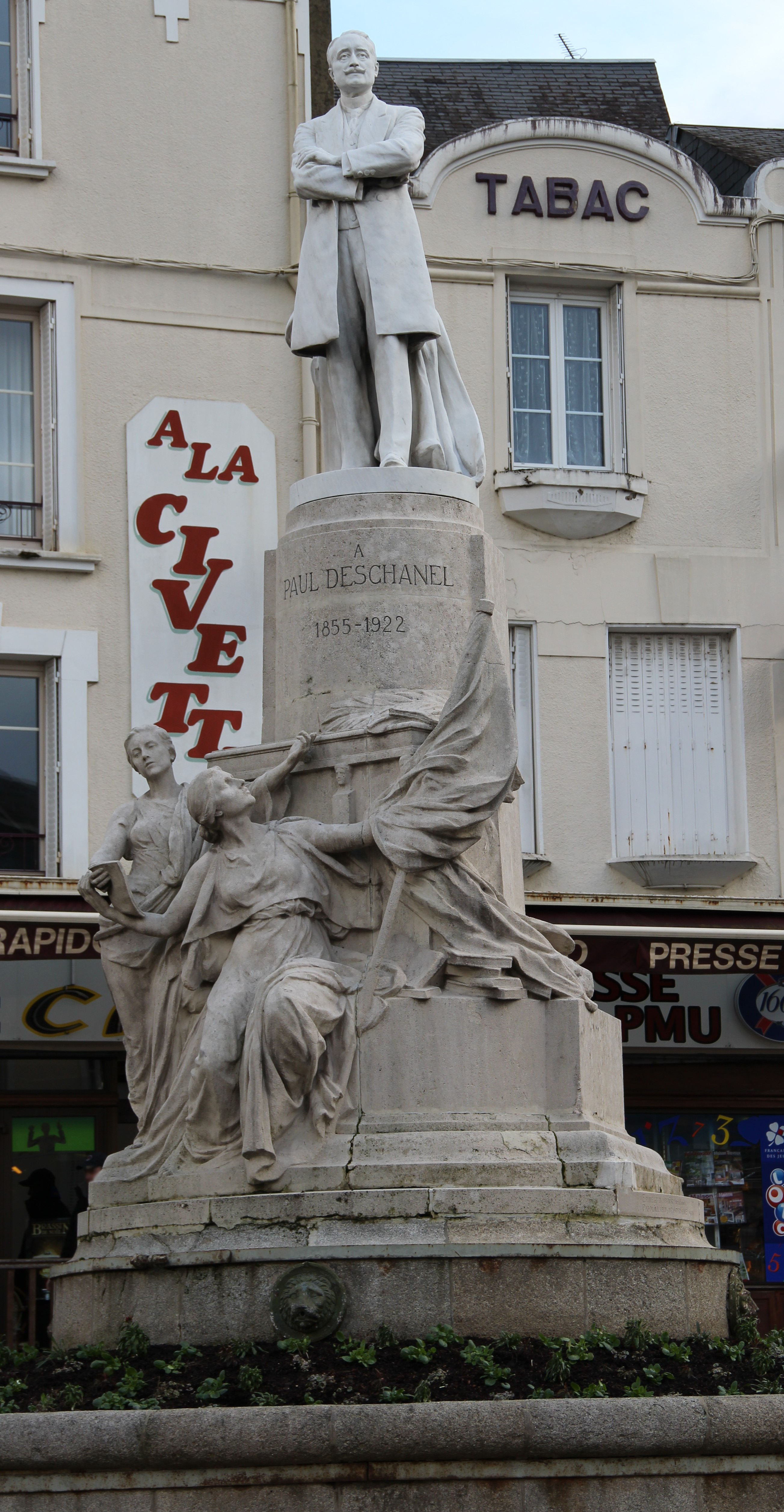
Monument à Paul Deschanel (1926), Nogent-le-Rotrou.
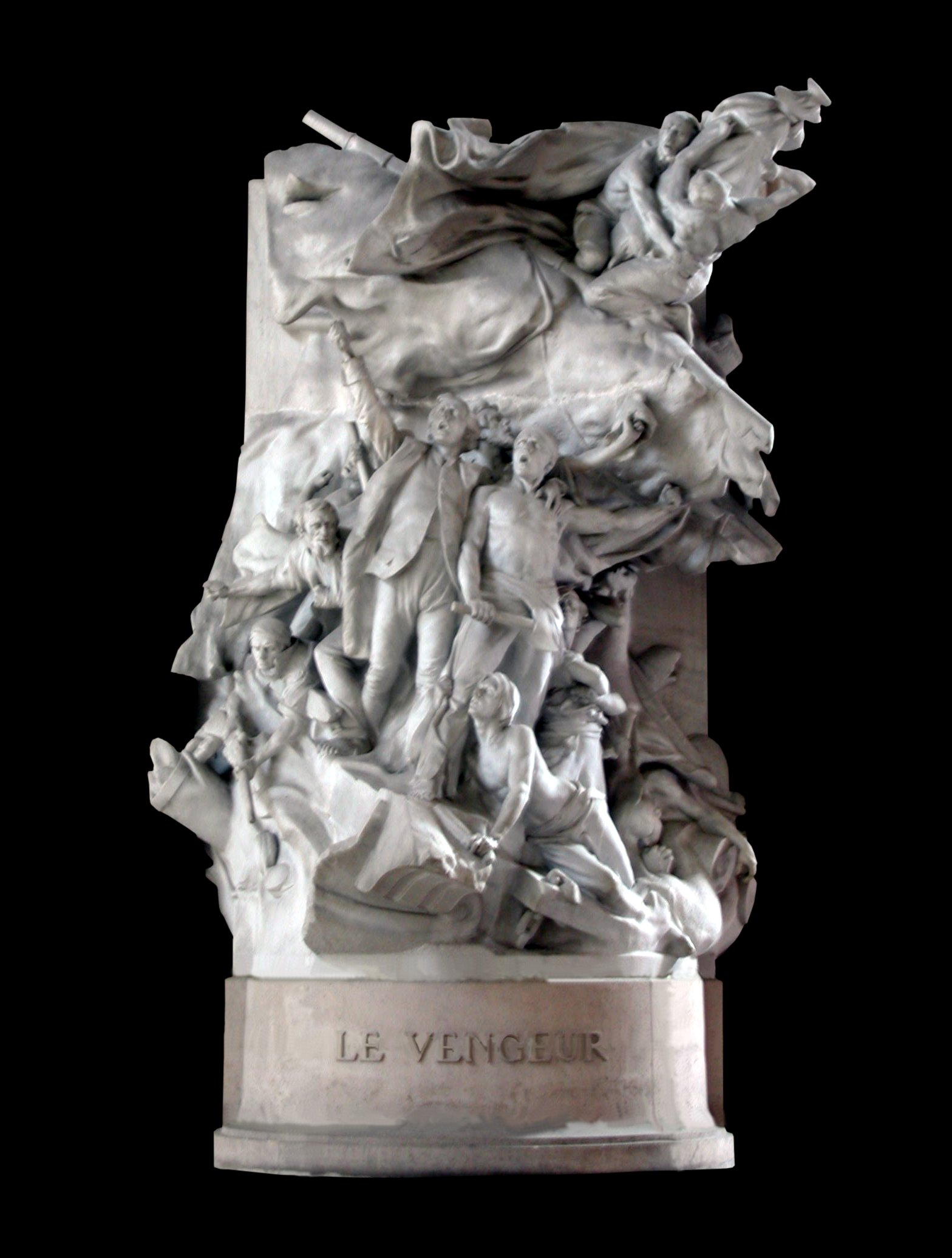
Le Vengeur (1908), marbre, Paris, Panthéon. Groupe commémorant la bataille du 13 prairial an II.
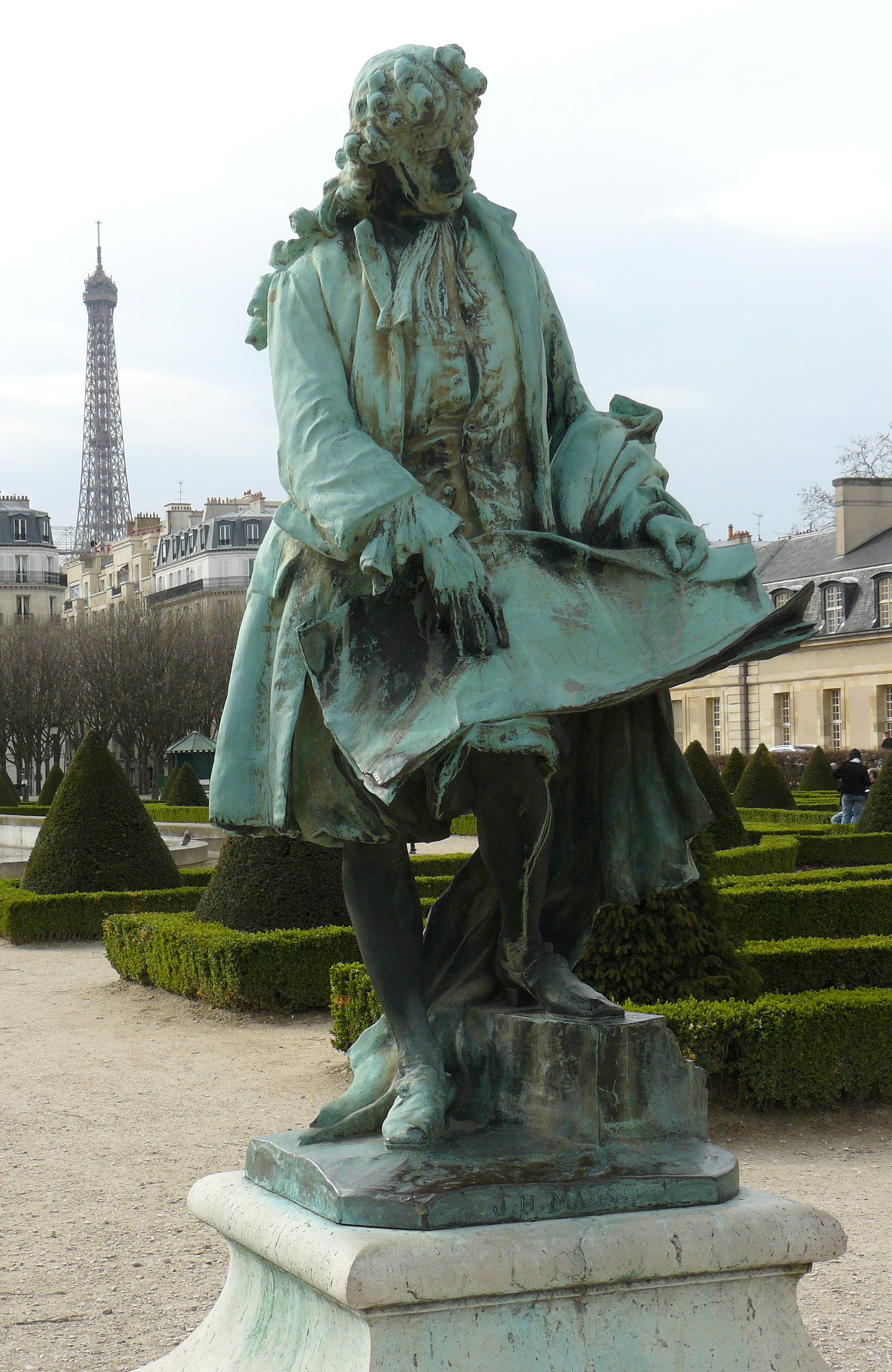
Monument à Jules Hardouin-Mansart, Paris, jardin de l'Intendant.
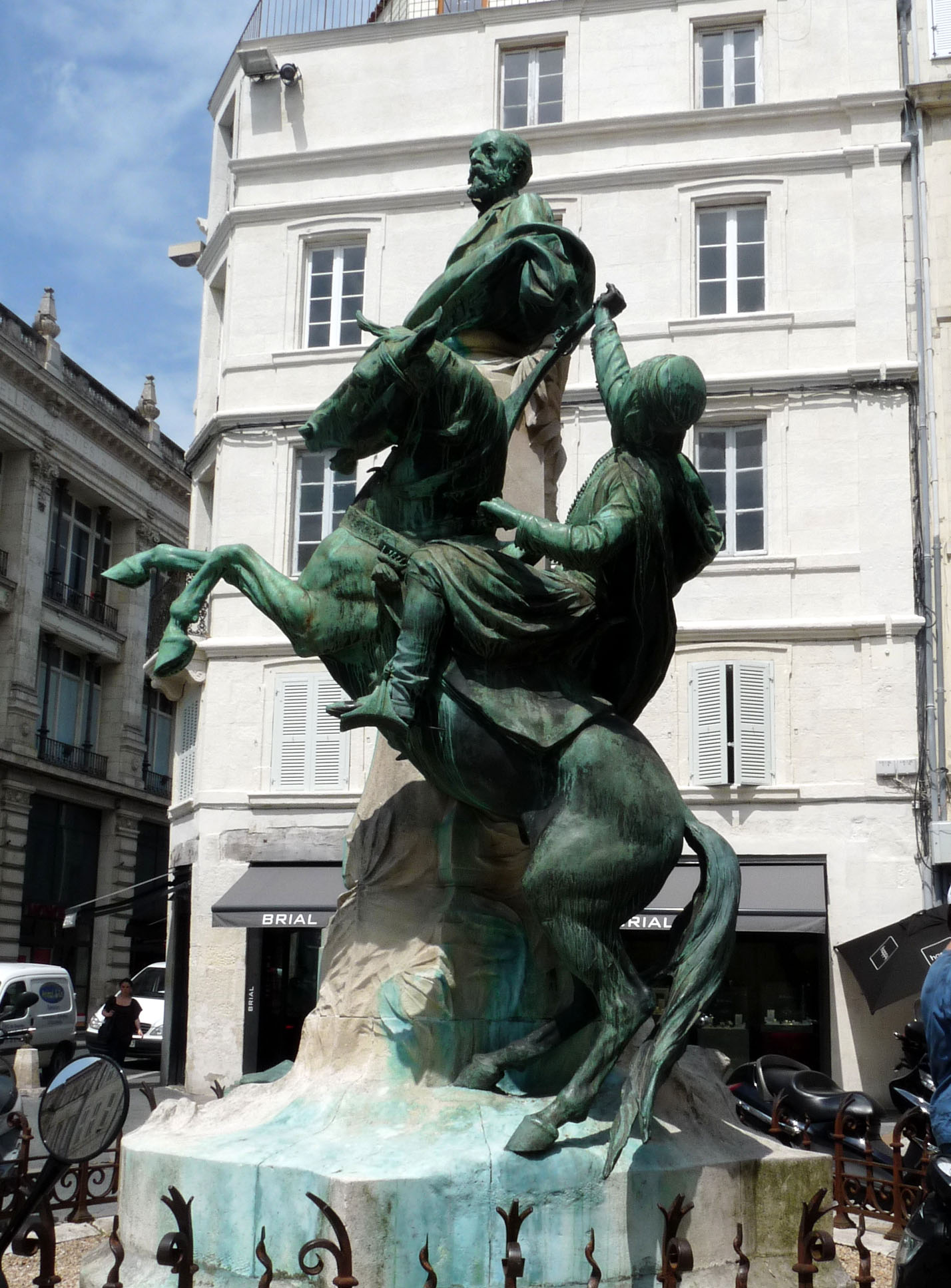
Monument à Eugène Fromentin (1905), La Rochelle.
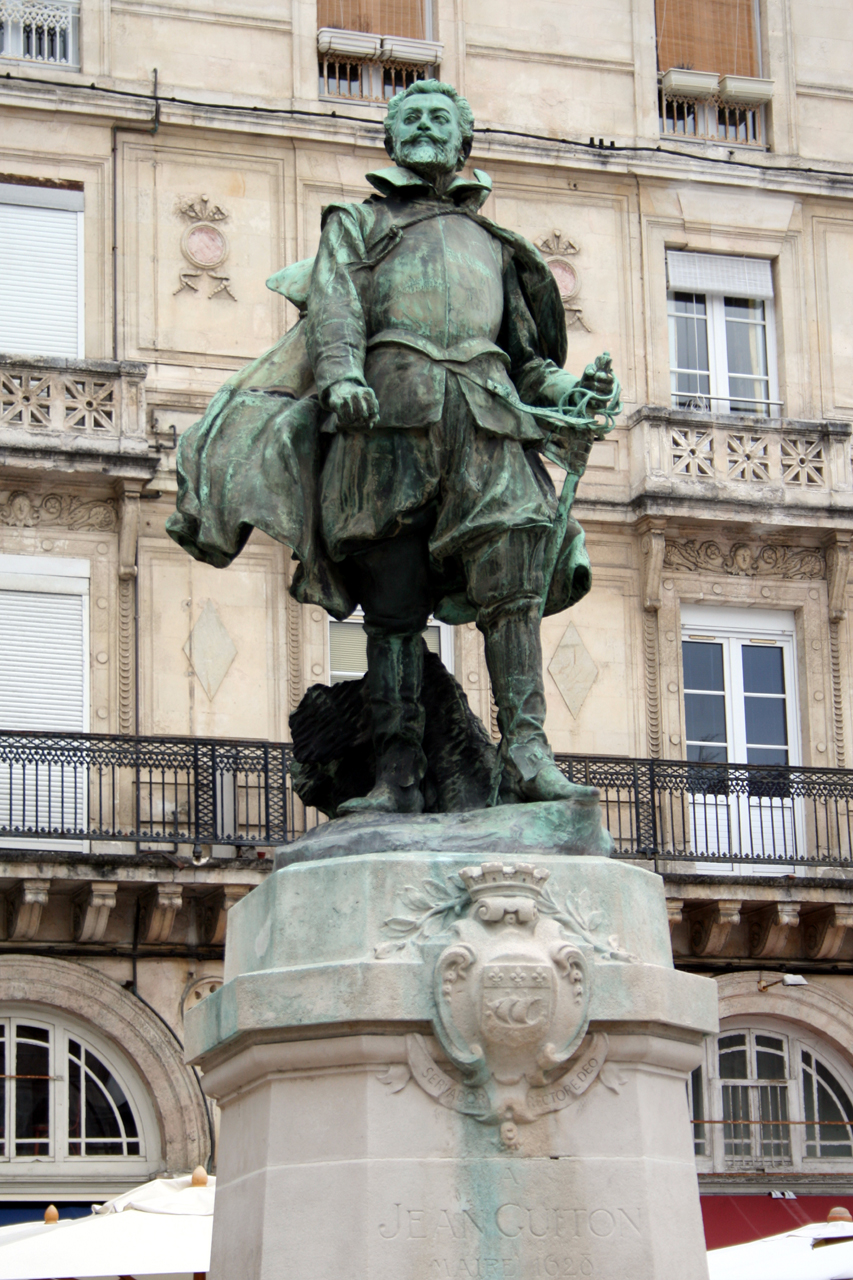
Monument à Jean Guiton, place de l'Hôtel de ville de La Rochelle.